# 山田重行
山田 重行（やまだ しげゆき、1946年12月 - ）は、日本の厚生官僚、衛生学者（公衆衛生学・健康科学・基礎看護学）。学位は薬学修士（静岡薬科大学・1971年）、医学博士（浜松医科大学）。現在は、千葉大学看護学部教授。

## 概要

### 生い立ち
1946年生まれ。
静岡薬科大学の薬学部製薬学科にて薬学を修め、1969年に卒業した。卒業後は同大学の大学院に進み、薬学研究科にて修士課程を修了し、薬学修士号を取得した。

### 研究活動
1976年から浜松医科大学の医学部にて助手を務めた。1991年、国立公衆衛生院にて室長に就任した。その後、千葉大学に転じ、看護学部看護学科にて教授を務めている。

## 研究
大学生時代は製薬学科に在籍しており、薬品物理化学など物理系薬学を中心に学んでいた。衛生学を専門としており、公衆衛生学や健康科学、基礎看護学といった分野に関する研究が多い。千葉大学では看護学部にて機能・代謝学研究室を主宰している。
近年は、看護におけるリラクゼーション効果の解明や、天然由来のオイルを応用したスキンケア技法の開発を試みている。

## 略歴
- 1946年 - 誕生。
- 1969年 - 静岡薬科大学薬学部卒業。
- 1971年 - 静岡薬科大学大学院薬学研究科修士課程修了。
- 1971年 - 修士号取得。
- 1976年 - 浜松医科大学医学部助手。
- 1988年 - 浜松医科大学　医学博士　論文の題は　「Experimental Study on the Influence of Milk Aspiration on Bronchial Reactivity to Cigarette Smoke in Guinea Pigs(シガレット煙に対するモルモットの気道反応性の経気管的ミルク注入による影響) 」[2]。
- 1991年 - 国立公衆衛生院室長。
- 1997年 - 千葉大学看護学部教授。

## 著作

### 単独研究
- 山田重行稿「環境タバコ煙の生体内目標」『Bull Inst Public Health』41巻、1992年。
- 山田重行稿「コチニンの心筋エネルギー代謝および心機能に及ぼす影響――ラット摘出心灌流標本における31P-NMRによる検討」『医学と生物学』126巻6号、緒方医学化学研究所医学生物学速報会、1993年6月。ISSN 0019-1604
- 山田重行稿「エタノール投与後の変形赤血球の出現及び赤血球脆弱性の変化に対する蜂蜜の防護効果」『日本アルコール・薬物医学会雑誌』32巻4号、1997年8月28日。ISSN 1341-8963
- 山田重行稿「マウス微小血管Vasomotionの深夜抑制性日内変動」『医学と生物学』140巻6号、緒方医学化学研究所医学生物学速報会、2000年6月10日。ISSN 0019-1604
- 山田重行稿「磁場周波数特性の相違による血管運動抑制反応発現の有無」『医学と生物学』140巻6号、緒方医学化学研究所医学生物学速報会、2000年6月10日。ISSN 0019-1604

### 共同研究
- 桜井信夫・平野英男・松島肇ほか[3]稿「アレルギー歴の呼吸器障害有症程度に及ぼす影響――BMRC質問調査結果のまとめ方に関する研究（第3報）」『千葉医学雑誌』54巻1/2号、千葉大学、1978年4月。ISSN 0303-5476
- 桜井信夫・平野英男・山田重行ほか稿「既往歴（呼吸器病等病歴）陽性者の呼吸障害有症状態について――BMRC質問調査結果のまとめ方に関する研究（第4報）」『千葉医学雑誌』55巻2号、千葉大学、1979年4月。ISSN 0303-5476
- 半澤儁・小林延年・和田源司ほか[3]稿「喫煙負荷による気道上皮の早期変化」『肺癌』19巻Supplement号、日本肺癌学会、1979年8月31日。ISSN 0386-9628